# Pisenus
Pisenus es un género de coleóptero de la familia Tetratomidae. Holártico, más diverso en Asia.

## Especies
Las especies de este género son:
- Pisenus chujoi
- Pisenus formosanus
- Pisenus humeralis
- Pisenus insignis
- Pisenus pubescens
- Pisenus rufitarsis